# 타미 페이의 눈 (2021년 영화)
타미 페이의 눈(The Eyes of Tammy Faye)은 미국에서 제작된 마이클 쇼월터 감독의 2021년 드라마 영화이다. 제시카 차스테인 등이 주연으로 출연하였다.

## 출연

### 주연
- 제시카 차스테인
- 앤드류 가필드

### 조연
- 빈센트 도노프리오
- 체리 존스
- 샘 재거
- 프레드릭 렌

## 제작진
- 분장: 저스틴 롤리